# Quelmes
Quelmes là một xã trong tỉnh Pas-de-Calais, vùng Hauts-de-France, Pháp.

## Địa lý
Quelmes có cự ly khoảng 5 mile (8 km) phía tây Saint-Omer, tại giao lộ của các tuyến đường D208 và D207.

## Dân số
| 1962                                                              | 1968 | 1975 | 1982 | 1990 | 1999 | 2006 |
| ----------------------------------------------------------------- | ---- | ---- | ---- | ---- | ---- | ---- |
| 231                                                               | 246  | 262  | 371  | 445  | 447  | 580  |
| Số liệu điều tra dân số tính từ năm 1962, dân số chỉ tính một lần |      |      |      |      |      |      |

## Địa điểm nổi bật
- Nhà thờ St.Pierre, thế kỷ 13.